# Cantó de Figari
El cantó de Figari és una antiga divisió administrativa francesa situat al departament de Còrsega del Sud i la regió de Còrsega. Va existir de 1973 a 2015.

## Geografia
El cantó s'organitza al voltant de Figari dins el districte de Sartène. la seva altitud varia entre 0 m i 1.366 m (Figari).

## Administració
| Període   | Identitat              | Partit | Qualitat |
| --------- | ---------------------- | ------ | -------- |
| 2001-2015 | Jean-Baptiste Giuseppi |        |          |

## Composició
| Nom                   | Població | Codi Postal | Codi Insee |
| --------------------- | -------- | ----------- | ---------- |
| Figari                | 1 005    | 20114       | 2A114      |
| Monacia-d'Aullène     | 396      | 20131       | 2A163      |
| Pianotolli-Caldarello | 729      | 20131       | 2A215      |
| Sotta                 | 808      | 20146       | 2A288      |

## Demografia
| 1962  | 1968  | 1975  | 1982  | 1990  | 1999  |
| ----- | ----- | ----- | ----- | ----- | ----- |
| 1.840 | 1.914 | 2.664 | 3.058 | 2.741 | 2.938 |